# Adorée Villany
Adorée Villany, Ada Villany o Adorée Via Villany (Ruan, 1891-d. 1915) fue una bailarina, actriz y coreógrafa francesa cuya actividad se encuadra dentro del movimiento coreográfico alemán conocido como nackttanz, surgido en los años anteriores al inicio de la Primera Guerra Mundial como un intento de «modernizar» la danza, en que sus protagonistas llegaban a actuar en ocasiones prácticamente desnudas ante el público. Destacan dentro de estos mismos planteamientos ético-estéticos las alemanas Gertrud Leistikow (1885-1948), Claire Bauroff y Anita Berber, la prusiana Olga Desmond (1890-1964) o la famosa bailarina y espía holandesa Mata Hari.

## Datos biográficos
De posible origen húngaro (Villány es una población de Hungría), la mayoría de sus espectáculos se inspiran en la sensualidad de las llamadas «danzas orientales» (sobre todo en la conocida Danza de los siete velos de Oscar Wilde, dirigida por Oskar Messter, con la que debuta en 1905), así como en la producción erótica de artistas como el alemán Franz von Stuck o el suizo Arnold Böcklin, entre otros.
En noviembre de 1911, es acusada de «obscenidad» en Munich (Alemania), siendo absuelta al año siguiente al considerar el jurado que en el hecho de bailar sin ropa, más que las apreciaciones de carácter pornográfico, debía prevalecer el interés artístico:

[…] hace quince meses, la Policía de Munich entró en el teatro donde se exhibía la señorita Villany, suspendió el espectáculo y detuvo a la bailarina. […] Pero Munich es una nueva Atenas y los jueces absolvieron a la moderna Friné.

«Succulences». La Vie Parisienne (París) (10): 173. 8 mar. 1913.

No así en Francia, donde el 5 de mayo de 1913 la Sala 8.ª del Tribunal Correccional de París la condenó a pagar una multa de 200 francos como reconocida culpable de un delito de outrage public à la pudeur, traducible al español como «escándalo público», más concretamente, «Por mostrarse completamente desnuda ante los espectadores de la Comédie-Royale».
Dos meses antes, el semanario humorístico Le Rire afirma de la artista:

La señorita Adorée Villany es una joven bailarina alemana [sic] que ha venido a París para mostrarse totalmente desnuda.

Ustedes me dirán que no es la única. […] Pero entendámonos: la señorita Villany se pone completamente desnuda en público. Delante de un hombre solo, no se atrevería, porque es una mujer honesta, pero ante quinientas personas, se exhibe con la mayor naturalidad en traje de Eva (antes del pecado).

[Sí,] la señorita Villany es una bailarina desnuda, verdaderamente desnuda, totalmente, íntegramente desnuda.

«Le Rire de la Semaine». Le Rire (París) (527). 8 mar. 1913.

Como escritora ocasional, publicó los textos Tanz-Reform und Pseudo-Moral (c. 1912) y Phryné moderne devant l'Aréopage (1913. Munich: F. Bruckmann).
Como actriz, intervino en 1915 en la película muda danesa Slør-Danserinden, dirigida por el cineasta Rino Lupo, con el actor Gunnar Helsengreen (1880-1939).
A partir de este último año, no se tiene ninguna noticia de la artista.

## Galería de imágenes
|                                                                         |
| Adorée Villany realizando la Danza de Apis (fotografía tomada en 1910). |

|  |
|  |

|  |
|  |

|  |
|  |

|  |
|  |